# إنترناشيونال سوبر ستار سوكر 2000
إنترناشيونال سوبر ستار سوكر 2000 (بالإنجليزية: International Superstar Soccer 2000)‏ ، هي لعبة فيديو من نوع رياضة كرة القدم ، أنتجت عام 1999م.